# Dock

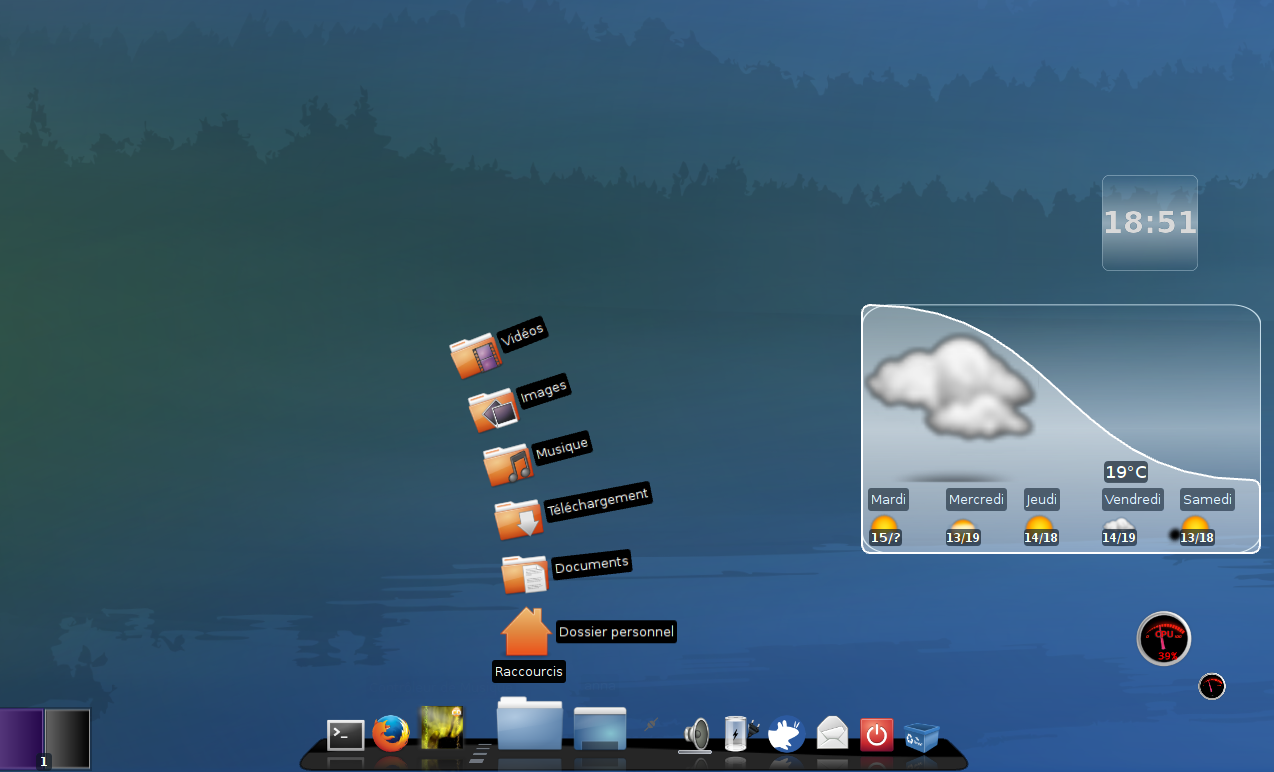
Dock de Cairo-Dock

En informática, un dock o barra de inicio rápido, es un elemento de interfaz gráfica de usuario que permite a los usuarios ejecutar, cambiar y monitorizar aplicaciones. Es un componente de muchas interfaces gráficas de usuario. Este sistema de barra de inicio rápido, se ha establecido como un práctico medio de acceso centralizado a los programas de aplicación, en los ordenadores de escritorio. Durante mucho tiempo, los docks sólo estuvieron presentes en algunos sistemas operativos Unix, incluyendo Common Desktop Environment y NeXTStep, mientras que otros sistemas operativos como Windows o Mac Os clásico no los usaban. Fue con el Mac OS X, que heredó muchos elementos de NeXTStep, cuando se empezó a usar el Dock fuera de Linux. Desde Windows 7 también se ofreció la opción de anclar programas en la barra de tareas que es algo parecido al Dock de MacOs. El Dock puede existir como una entidad independiente o integrado dentro de otro elemento de la GUI, como una barra de tareas, ya que hay Docks alternativos instalables para muchos sistemas operativos.

## Características

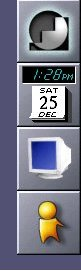
Dock de Window Maker, similar a NexStep

La primera aplicación conocida de lo que hoy conocemos como "Dock", es Icon bar (la barra de iconos) en RISC OS, lanzada en 1987. implementación del concepto de dock fue la barra de iconos que aparecía en el sistema operativo Arthur del ordenador Acorn, y el dock del sistema operativo NEXTSTEP, precursor del Mac OS X de Apple
Este concepto de base fue popularizado por NeXTSTEP, ya que el sistema operativo sirvió de base para Mac OS X. Sin embargo, su origen se remonta al sistema operativo Arthur lanzado en 1987 y antepasado de RISC OS. El muelle se llamó entonces "Iconbar". Los sistemas de archivos montados y otras cosas (como la impresora) estaban iconificados a la izquierda de la barra de iconos. La parte derecha estaba reservada para ejecutar aplicaciones. Los archivos se pueden arrastrar y soltar en esta barra.
En los sistemas operativos de Apple Macintosh (versiones desde Mac OS X 10.0 en adelante) es la barra de accesos directos, muy similar a la usada en el entorno KDE.
Se divide en dos zonas:
1. Donde se ponen las aplicaciones preferidas y el icono del Finder y el Dashboard.
2. Donde están las carpetas de aplicaciones y documentos y la papelera de reciclaje. En esta parte del dock podemos poner cualquier archivo para su fácil acceso, mientras que en la primera parte solo podremos poner aplicaciones. Aquí también podemos encontrar iconos de las ventanas minimizadas a escala.

## Unix y similares a Unix

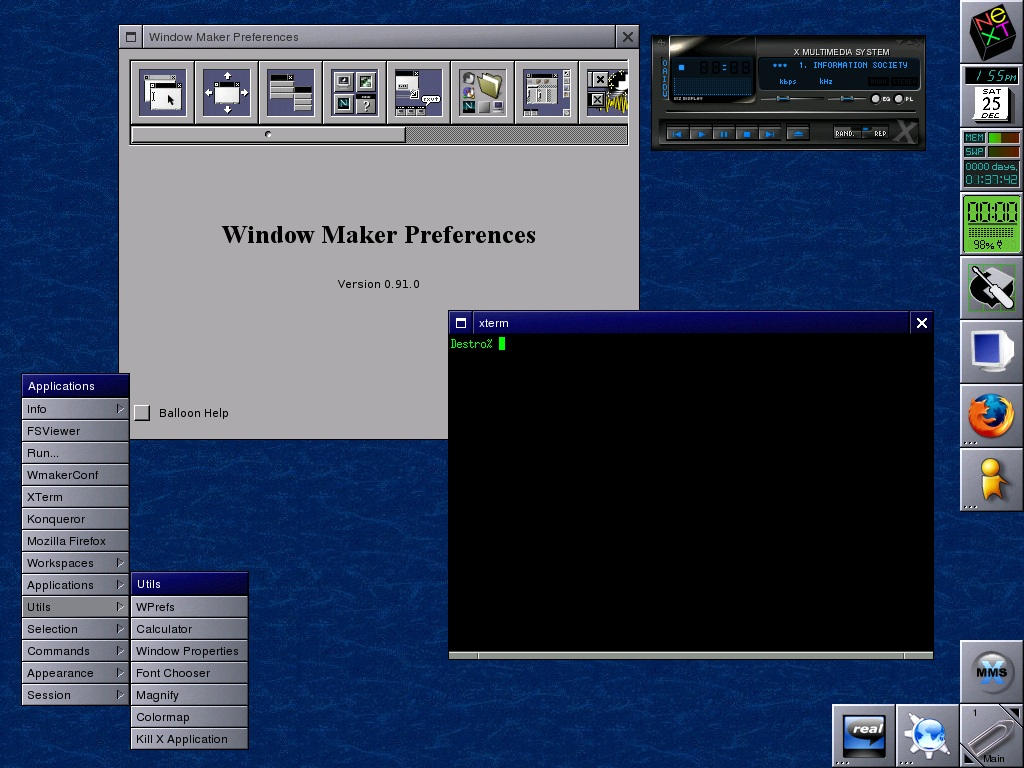
Dock de Window Maker, similar a NEXTSTEP

### NeXTStep / Window Maker
El Dock sirve como una solución simple bajo NeXTStep y su réplica gratuita de Window Maker basada en GNUstep para iniciar rápidamente programas usados con frecuencia. Para hacer esto, se colocan íconos en el Dock, que luego inician la aplicación asociada. El Dock siempre está en el borde derecho de la pantalla. Los íconos para el Administrador del espacio de trabajo y el bote de basura son partes integrales del Dock.
Al igual que una barra de tareas, el Dock también ofrece la opción de determinar si la aplicación respectiva se está ejecutando actualmente o no. El número máximo de iconos en el Dock depende de la resolución de la pantalla, ya que los iconos del Dock siempre tienen un tamaño fijo.

### Mac OS
En el sistema operativo Mac X (desde 2016 “macOS”) de Apple, la base también fue adoptada de NeXTStep, pero tiene algunas innovaciones. A diferencia de NeXTStep, no sólo sirve como forma de iniciar programas, sino que también funciona como barra de tareas, por lo que también contiene iconos para todas las aplicaciones abiertas. El tamaño del dock ya no está limitado, sino que cambia dependiendo de la cantidad de iconos que contiene, para que el dock siempre quepa en la pantalla. Para poder reconocer muchos iconos en el dock, estos se agrandan como una lupa cuando el cursor del mouse está sobre ellos, a menos que el usuario haya desactivado esto. Al igual que con NeXTStep, los íconos del Finder y la Papelera de reciclaje son componentes fijos. Los iconos de programas están básicamente en un lado y los documentos en el otro. A diferencia de NeXTstep, la base se puede colocar en el borde derecho, izquierdo o inferior de la pantalla. La barra de menú típica de Mac OS se encuentra en la parte superior de la pantalla.
En macOS, un punto (un triángulo en versiones anteriores) en el icono muestra que el programa ya se está ejecutando. Además, algunos programas muestran mensajes en su ícono; Mail, por ejemplo, muestra la cantidad de correos electrónicos no leídos.

### X11 (Linux, BSD, Solaris y altri)

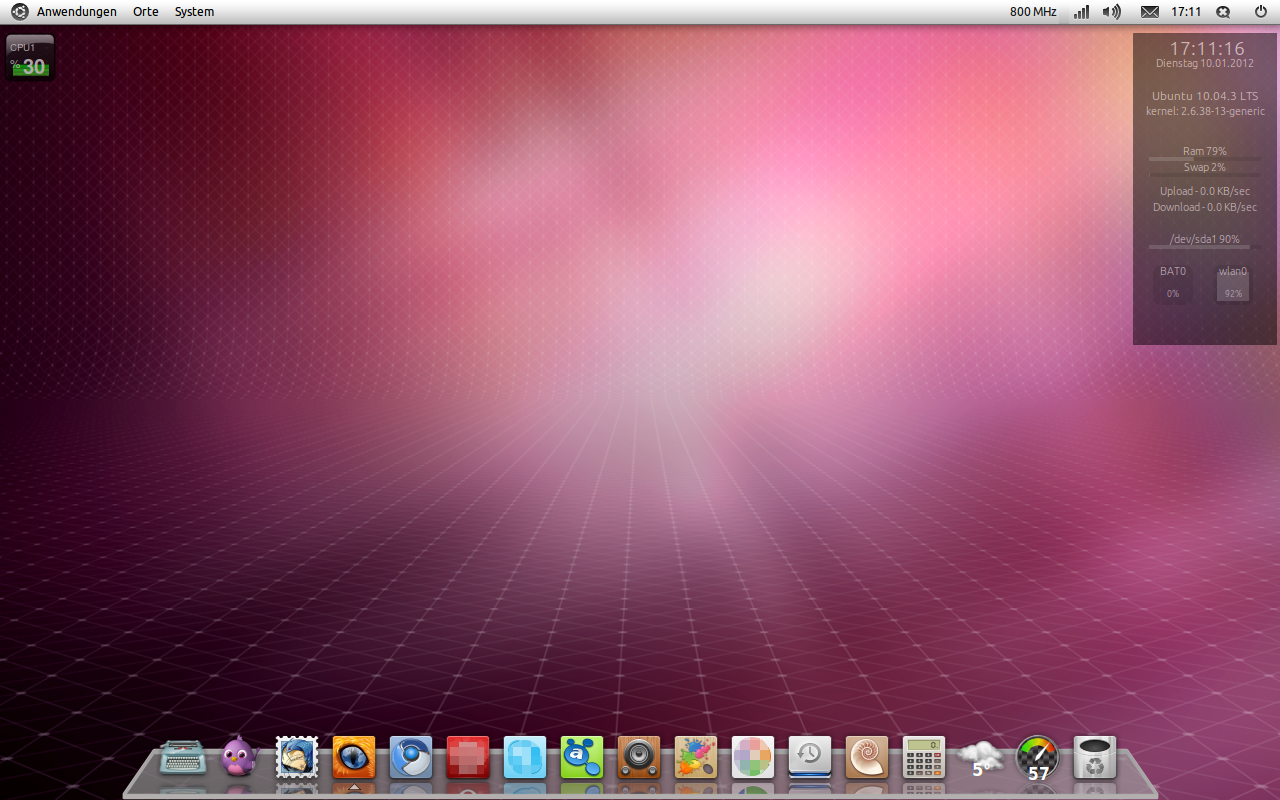
Dock de Avant en Ubuntu

En sistemas tipo Unix también existen Docks para numerosos entornos de escritorio. Por ejemplo z. B. Ubuntu Linux preconfigura una base con Dock. Muchas distribuciones de Linux utilizan los docks incluidos en Gnome con Dash-to-Dock o KDE con barra de ventanas de iconos. Sin embargo, existen numerosas alternativas, algunas con mejor integración con otros gestores de ventanas.

## AmigaOS
AmigaOS 3.9 y versiones más recientes incluyeron una utilidad predeterminada instalable llamada AmiDock. Era una utilidad gratuita de terceros que se convirtió en estándar de facto en versiones anteriores a AmigaOS 3.9 y luego se incluyó en el sistema operativo desde el lanzamiento de AmigaOS 3.9 en 2000. AROS Intel, un clon basado en AmigaOS, puso a disposición de sus usuarios la utilidad freeware llamada Amistart, dejándoles la libertad de instalarla. MorphOS tiene su propia utilidad de acoplamiento estándar incluida con el sistema, pero no es compatible con Amiga Amidock.

## Windows
En Windows de Microsoft no existía una barra directamente comparable hasta Windows Vista, pero desde Windows 95c la combinación del inicio rápido y el área de ventana de la barra de tareas se asemeja a un Dock.
Con la ayuda de software adicional se pueden actualizar todas las funciones del Dock, como el iniciador de programas y la gestión de ventanas. El software gratuito ObjectDock  está muy extendido y también ofrece pequeñas aplicaciones, los llamados Docklets (similares a un widget ). La versión paga de ObjectDock Plus  también ofrece Docks de registro (Docks con pestañas) y la posibilidad de colocar múltiples Docks en el escritorio. También hay otros Docks gratuitos, como yz Dock, RKLauncher y XWindows Dock. Programas como AquaDock y RocketDock  también muestran los efectos gráficos de Mac OS X. Otro programa comercial es el Nexus Dock .
En Windows 7, la barra de tareas se amplió para incluir la función Anclar a la barra de tareas, que permite lanzadores de programas similares al Dock. El icono (o, según la configuración, el nombre de la aplicación) muestra si ya se ha iniciado y si hay una o más ventanas abiertas. Además de las aplicaciones fijadas (o acopladas) permanentemente, se muestran otras aplicaciones iniciadas.

## Otros sistemas
Otras implementaciones de base incluyeron: Apple Newton OS en 1993 e iOS (iPhone OS desde 2007 hasta junio de 2010) en 2007, y hay disponibles una variedad de aplicaciones de terceros que pueden agregar capacidades de base a sistemas operativos como Microsoft Windows y Linux. En 1999, un año antes de que se demostrara públicamente por primera vez la nueva interfaz de Mac OS X, se presentó una patente sobre la implementación de escritorio de Apple y se concedió en octubre de 2008.
Las primeras versiones beta de Be Inc BeOS tenían un ícono de base ubicado en el lado izquierdo de la pantalla, antes de que desarrollaran su propio enfoque de barra de tareas híbrida. El entorno de escritorio Xfce y el entorno de escritorio Étoilé son proyectos de código abierto que proporcionan Docks inspirados en CDE y Mac OS X, respectivamente.